# スロウダンス
『スロウダンス』は鬼束ちひろの23枚目のシングル。2021年2月24日に発売。

## 解説
CDシングルとしては、前作『ヒナギク』より、約2年半ぶりとなり、配信限定シングルを含めると、『焼ける川』より約3ヶ月振りとなる。
本作は、『劇場版ポルノグラファー〜プレイバック〜』の主題歌としてのタイアップがついており、2018年の『ポルノグラファー』、2019年の『ポルノグラファー〜インディゴの気分〜』に続いて鬼束が主題歌を担当する事となった。また、本作は「スロウダンス」だけに留まらず、『ポルノグラファー』、『ポルノグラファー〜インディゴの気分〜』それぞれの主題歌となった「Twilight Dreams」と、「End of the world」が収録される。
本作は、過去作の『ポルノグラファー』、『ポルノグラファー〜インディゴの気分〜』でそれぞれ、「Twilight Dreams」、「End of the world」のそれぞれの主題歌でストーリーの世界観を意識して切なさがありながらも美しい世界観を引き立てることに一役買っていたが、本作では不器用ながらも傷付きながらも、純粋に人を愛する姿を描いた曲となっており、前2作とはまた別の魅力を発揮させる形となっているとの事であり、ドラマの登場人物だけに留まらず、愛する人がいる全ての人々に寄り添い、包み込むような楽曲となったのだと言う。

## 収録曲

### 初回盤

#### Disc.1 (シングル)
- 全作詞、作曲：鬼束ちひろ

1. スロウダンス
編曲：坂本昌之
邦画「劇場版ポルノグラファー〜プレイバック〜」主題歌
2. End of the world (4:58)
編曲：兼松衆
2作目の配信限定シングル
FODオリジナルドラマ「ポルノグラファー〜インディゴの気分」主題歌
3. Twilight Dreams (5:05)
編曲：坂本昌之
22ndシングルのカップリング
FODオリジナルドラマ「ポルノグラファー」主題歌
4. スロウダンス (instrumental)
5. End of the world (instrumental)
6. Twilight Dreams (instrumental)

#### Disc.2 (オリジナルサウンドトラック)
ポルノグラファー
1. Pornographer (main theme)
2. Platonic Love
3. コトバ遊び
4. 晴れ時々雨
5. 追憶
6. Melancholic Jazz (unused track)

ポルノグラファー～インディゴの気分～
1. 青藍
2. み空色
3. 深藍
4. 勿忘草
5. ポルノグラファー～インディゴの気分～Main Theme・Remix ver
6. ポルノグラファー～インディゴの気分～Main Theme・Piano ver
7. 紅碧 (unused track)

劇場版ポルノグラファー～プレイバック～
1. 手紙
2. 君の文字
3. 影
4. 芸術の必要性
5. 春子
6. 静雄
7. 交差
8. 記憶
9. 悲しい雨
10. 光
11. 城戸との再会
12. ふたり
13. 月の満ち欠けのようなもの
14. 劇場版ポルノグラファー メインテーマ

### 通常盤
1. スロウダンス
2. End of the world
3. Twilight Dreams
4. スロウダンス (instrumental)
5. End of the world (instrumental)
6. Twilight Dreams (instrumental)

Bonus Track
1. End of the world（Live at Bunkamura Orchard Hall on November 17, 2020）
2. Twilight Dreams（Live at Fukuoka International Congress Center on August 20, 2018）